# Vinícius de Oliveira
Vinícius de Oliveira, właściwie Vinícius Campo de Oliveira (ur. 18 lipca 1985 roku w Rio de Janeiro, w stanie Rio de Janeiro) – brazylijski aktor.
Od zawsze marzył o staniu się profesjonalnym piłkarzem. Dołączył więc do drużyny w Portugalii, z którą odnosił zwycięstwa podczas meczów i otrzymywał różne nagrody. Mieszkał w Bonsucesso, w stanie Rio de Janeiro wraz z matką Juçarą, która musiała ciężko pracować, aby wspierać go i jego troje rodzeństwa. Niemniej jednak jego życie zmieniło się radykalnie, gdy został odkryty przez reżysera Waltera Sallesa i wybrany spośród ponad 1500 kandydatów do odegrania roli dziewięcioletniego Josué'go w dramacie Dworzec nadziei (Central do Brasil, 1998). Kreacja ta przyniosła mu nagrodę Special Mention na festiwalu filmowym w Hawanie. Dzięki wsparciu Sallesa Vinícius mógł uczęszczać zarówno na lekcje języka angielskiego jak i teatru. Następnie podjął studia reżyserskie na PUC-Rio. 

## Filmografia

### filmy kinowe
- 2008: Linha de Passe jako Dario
- 2001: W cieniu słońca (Abril Despedaçado) jako Ferreira Family Member
- 1998: Dworzec nadziei (Central do Brasil) jako Josué

### telenowele
- 2004: Duże obciążenie (Carga Pesada) jako Meleca
- 1999: Suave Veneno jako Junior